# Geschichte der Stadt Łódź
Die Geschichte der Stadt Łódź, heute eine der größten Städte Polens, ist vor allem geprägt durch die im 19. Jahrhundert mittels aufstrebender Textilindustrie ausgelöste Entwicklung von einer eher unbedeutenden Kleinstadt zum „Manchester Polens“.

## Anfänge

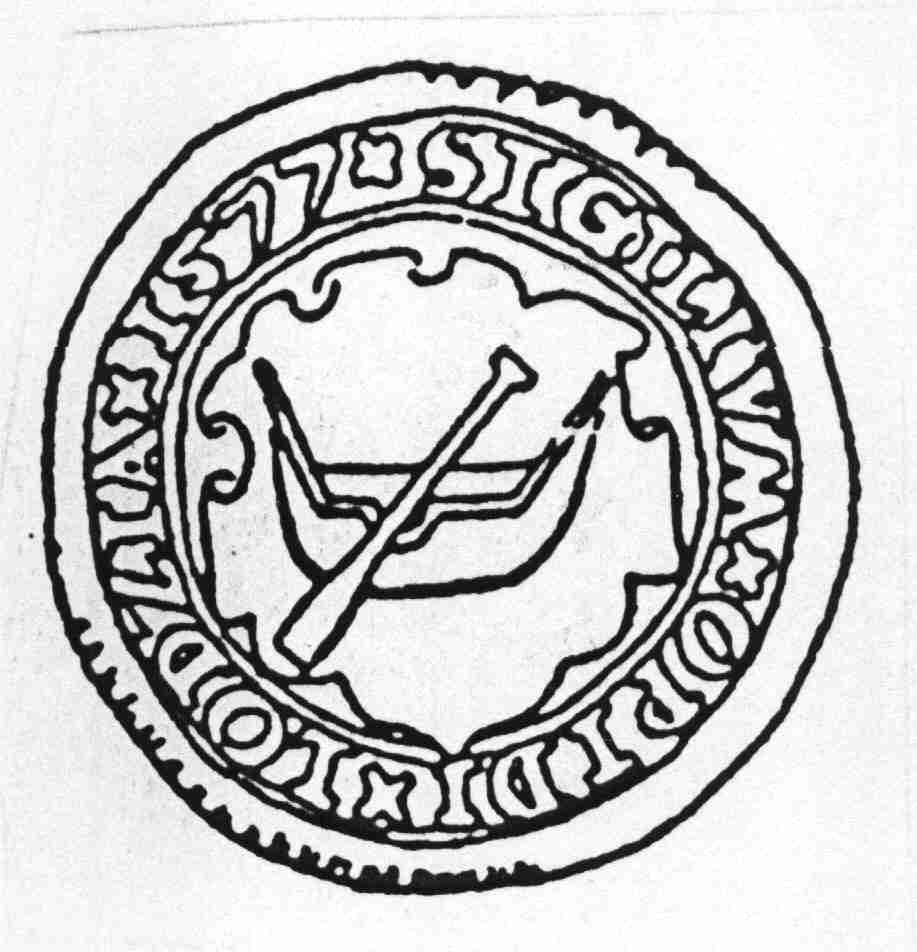
Siegel von 1577

Seinen Ursprung hatte Łódź als kleine Ansiedlung unweit des heute Łódka genannten Flüsschens. Dieser Fluss verläuft gegenwärtig überwiegend unterirdisch. Die erste urkundliche Erwähnung stammt aus dem Jahre 1332. Fürst Władysław von Łęczyca verlieh in diesem Dokument den Bischöfen von Kujawien mehr Freiheiten für einige ihrer Besitztümer. In der Aufzählung wird das Dorf Łodzia genannt. Die Bischöfe durften jetzt Dörfer nach Neumarkter Recht anlegen, dem Dorf Łodzia wurde dieses Privileg allerdings erst am 10. Juni 1387 von Bischof Johann verliehen. 1423 verlieh König Władysław II. Jagiełło dem Ort das Stadtrecht nach Magdeburger Recht. Die Urkunde dazu wurde in Przedbórz ausgestellt. Aus anderen Quellen geht hervor, dass die Stadt Łódź etwas entfernt vom alten Dorf entstanden sein soll, dies gilt aber als weniger wahrscheinlich. Als Stadt wurde sie 1459 aufgefordert, einen bewaffneten Krieger für den Kampf Großpolens gegen Preußen zu stellen. Anfang des 17. Jahrhunderts kam es aufgrund der mächtigen Szlachta (polnischer Adel), die ein Gegner des Städtewesens und eines daraus resultierenden Machtzuwachses der Bürgerschaft war, zu einer Stagnation und sogar zu einer Rückläufigkeit der Stadtentwicklung. Außerdem verstärkte der allgemeine Niedergang des Königreichs Polen die schwache Situation der Stadt. 1661 wüteten dann ein großes Feuer und die Pest in der Stadt und taten ihr Übriges. Haupterwerbszweig war die Landwirtschaft, an Handwerkern waren Stellmacher, Schuhmacher, Schlächter, Müller, Schmiede, Bierbrauer und Tischler in Łódź vertreten. Die ersten Deutschen lassen sich in der Stadt ebenfalls gegen Anfang des 17. Jahrhunderts nachweisen.
Mit dem Bau der katholischen St.-Joseph-Kirche 1665 erhielt die Stadt ihren ersten Sakralbau.
Nach der Übernahme des Gebietes durch Preußen nach der Zweiten Polnischen Teilung 1793 wurde erwogen, dem Ort als Bestandteil der neuen Provinz Südpreußen die Stadtrechte zu nehmen, und nur der starke Widerstand der polnischen Obrigkeit konnte dies verhindern. 1793 wurde auf Grund einer preußischen Erhebung festgestellt, dass in der Stadt 201 Personen lebten. Weiterhin gab es je 44 Häuser und Scheunen sowie zwei Schenken. Die Stadt lebte von Ackerbau und Viehzucht. Ein Bürgermeister, vier Stadträte und ein Stadtschreiber bildeten die Stadtverwaltung. Die erste öffentliche Schule des Ortes wurde 1806 eröffnet.

## Unter russischer Herrschaft
Nach dem Frieden von Tilsit 1807 und der Auflösung der kurzlebigen Provinz Südpreußen wurde der Ort Teil des Herzogtums Warschau. 1815 beschloss der Wiener Kongress, das Herzogtum Warschau in das neu gegründete Kongresspolen umzuwandeln, in dessen Grenzen sich die Stadt seitdem befand. Ein Beschluss zwischen Österreich-Ungarn, Preußen und Russland vom 3. Mai 1815 war dabei Schlüssel zur späteren Blüte der Stadt Łódź. Der Beschluss besagte, dass die Bewohner des neuerlich geteilten Polens bis 1821 ihren Wohnsitz beliebig zwischen den Besatzungsstaaten wechseln durften. Die Regierung von Warschau versuchte nun, die Tuchmacher des von Preußen besetzen Gebietes in Kongresspolen anzusiedeln. Da die Absatzmärkte unter anderem nach Russland dadurch leichter erreichbar waren, lag dies auch in deren Interesse. Die Anwerbung neuer Siedler wurde auch über das grenznahe Gebiet hinaus ausgedehnt und erhielt die Unterstützung des russischen Zaren. Auf sein Betreiben wurde am 2. März 1816 eine Verordnung erlassen, die eingewanderten Landwirten und Handwerkern Befreiung vom Militärdienst, sechs Jahre Steuerfreiheit, sowie, wenn sie wollten, die freie Rückkehr in ihre Heimat zusicherte. Diese lukrativen Anreize stießen auf so großes Interesse, dass die polnischen Behörden mit dem Ansturm der Handwerker überfordert waren. Deshalb wurde am 18. September 1820 ein neues Einwanderungsgesetz erlassen, das nunmehr nur die Einwanderung von Industriearbeitern begünstigte. In diesem Gesetz wurden industrielle Städte als Fabrikstädte klassifiziert, die Vergünstigungen erhalten sollten, auch die später Manchester Polens genannte Stadt Łódź wurde zu diesen Städten aufgenommen.

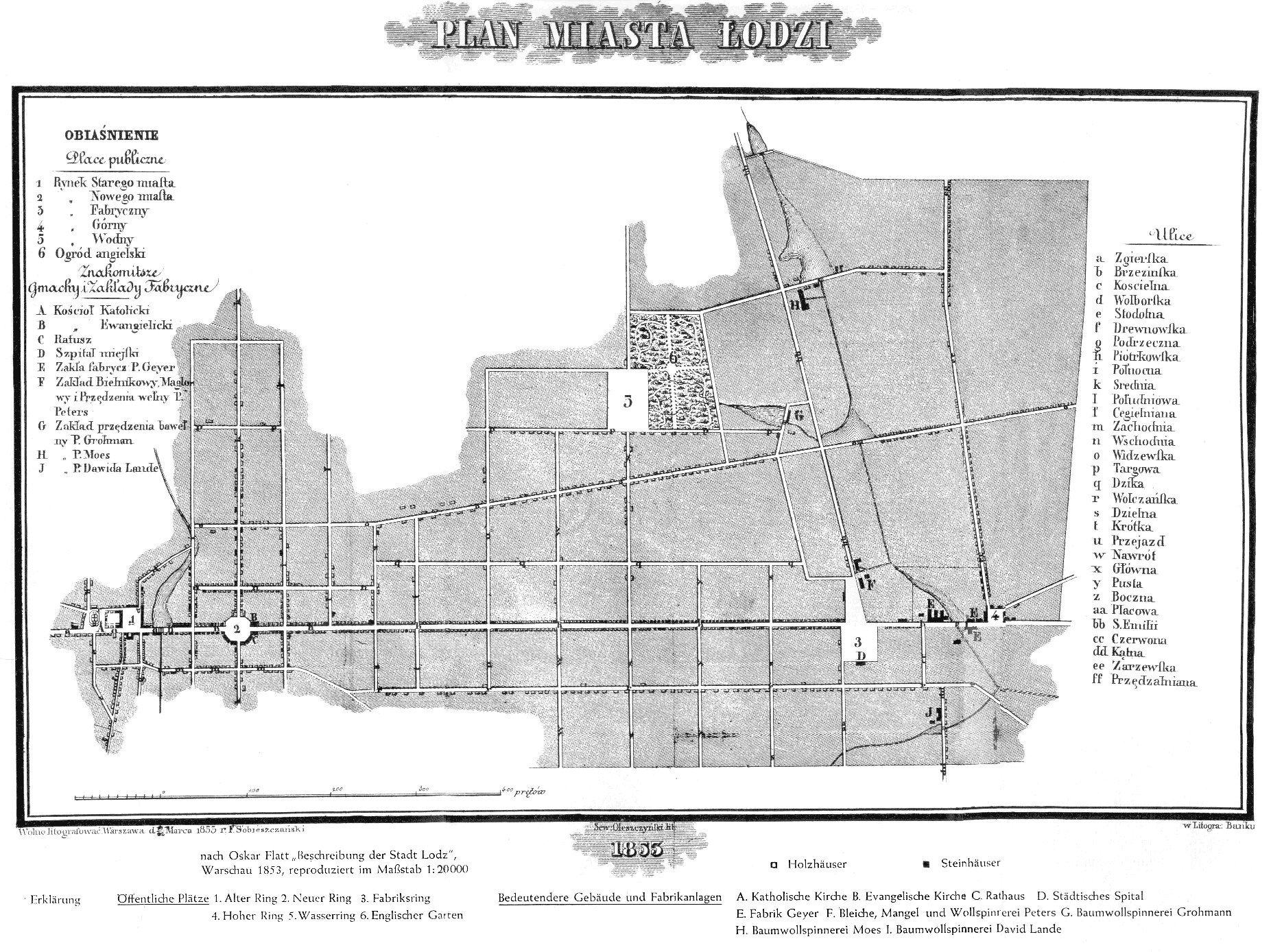
Karte von Łódź von 1853

Nach Erlass des Gesetzes wurden Werber vor allem nach Schlesien, Sachsen und Böhmen gesandt. Auf Grund eines Vertrages vom 30. März 1821 zwischen Kongresspolen und Vertretern der deutschen Einwanderer wurden den Neubürgern, neben der erwähnten Steuerfreiheit, ein Grundstück von 1,5 Morgen in Erbbesitz und weitere Vergünstigungen zugestanden.
Das Zentrum bildete der Platz Neuer Ring (heute Plac Wolności). Auf dem Gebiet wurden 202 Bauplätze ausgewiesen, die durch die Siedler aber erst gerodet und trockengelegt werden mussten. Die ersten fünf deutschen Tuchmacher kamen 1821 in die Stadt, die zuvor in Aleksandrów gelebt hatten. Wegen der Unfähigkeit der Behörde wurden sie aber wieder vergrault.
Für die Siedler wurde mit Beschluss vom 21. November 1823 ein Gebiet südlich der Stadt als Fabrikgebiet ausgewiesen. Zu dem Gebiet gehörten die Mühlen Lamus, Wójtowski, Księży und Araszt. Das Gebiet hatte eine Fläche von 188 Hektar und stellte damit etwa ein Fünftel des damaligen Stadtgebietes dar. Im Herbst 1823 ließen sich dann die ersten Tuchmacher in der Stadt nieder.
1811 wurde der erste jüdische Friedhof der Stadt in der Straße Wesoła eröffnet. Bereits um 1820 war ein Krankenhaus in der Stadt errichtet worden.

## Aufstieg zum Manchester Polens
1824 verpflichtete sich Christian Friedrich Wendisch zum Bau einer Fabrik für die Baumwoll- und Leinenspinnerei. Sein Vorhaben begann er mit einer vierstöckigen Baumwollspinnerei an der Mühle Księży Młyn (Pfaffendorf), welche er 1826 fertigstellte. 1824 wurde eine Färberei fertiggestellt. Weiterhin lebten neun Tuchmachermeister in der neuen Siedlung und 1825 wurde eine Walke in Betrieb genommen. Um 1825 wurde das Stadtgebiet erweitert, um Platz für die geplanten Fabriken zu erhalten, gleichzeitig wurde die erste Posthalterei in Łódź errichtet. Am 26. Juni 1825 wird mit der Tuchmacherinnung die erste Innung in Łódź offiziell gegründet, sie war aber bereits seit 1824 aktiv, die Gründung der Leinenweberinnung erfolgte am 9. November 1824.
1826 wurde die Evangelische Elementarschule als erste deutsche Schule gegründet.
Ein weiterer Industrieller, Titus Kopisch, verpflichtete sich 1827, eine Leinwandappretur und Färberei zu errichten. Um die Anlage auch nutzen zu können, warb er Leinenweber an, welche hauptsächlich Deutschböhmen, Deutschmährer und Deutschschlesier waren und sich im neuen Stadtteil Neu-Schlesing (Szlezyng) ansiedelten. Als dritter bedeutender Industrieller kam Louis Geyer (auch Ludwik Geyer) aus Zittau 1828 in die Stadt. Er verpflichtete sich zum Bau von 100 Webstühlen in einem Fabrikgebäude. Im selben Jahr beginnt er in einer Handdruckerei mit dem Bedrucken des Perkals der Weber. Ebenfalls 1827 wurde die evangelische St.-Trinitatis-Kirche eingeweiht.
1830 war die Situation der Baumwollspinnerei Wendisch schlecht. Die Umsätze seines Unternehmens blieben weit hinter den Erwartungen zurück und er war hoch verschuldet. Er verstarb am 21. Januar 1830 mit 4616,18 Rubel Schulden.
Durch den Aufstand 1830/1831 verschlechterte sich die Situation der Wirtschaft in Łódź. Vor allem die Errichtung einer Zollgrenze zwischen Kongresspolen und Russland ließ den Aufschwung stoppen. Viele Tuchmacher verließen die Stadt, entweder um weiter nach Russland zu ziehen oder in ihre Heimat zurückzukehren. So schrumpfte die Zahl der Tuchmacher von 60 im Jahre 1825 auf nur sieben im Jahre 1836. Im Gegensatz zu vielen anderen Städten Polens konnte Łódź durch den Einsatz von Maschinen und die damit verbundene Reduktion von Kosten seine Baumwollproduktion aufrechterhalten.
1831 wurde die erste Elementarschule der Stadt mit einem deutschen Lehrer gegründet, die von 120 deutschen Kindern besucht wurde.
Um 1839 erreichte der deutsche Bevölkerungsanteil mit 80 Prozent an der Gesamtbevölkerung der Stadt seinen Höhepunkt.
Der Deutsche Franz Traeger wurde 1844 Bürgermeister und blieb es bis 1862.
1846 wurde, auf Initiative von Ludwik Geyer und U. Siebert ein deutscher Männergesangsverein gegründet.
Durch die Wirren der Kämpfe um sein Vermögen gebracht, kehrte Kopisch 1847 in seine Heimat Schlesien zurück.

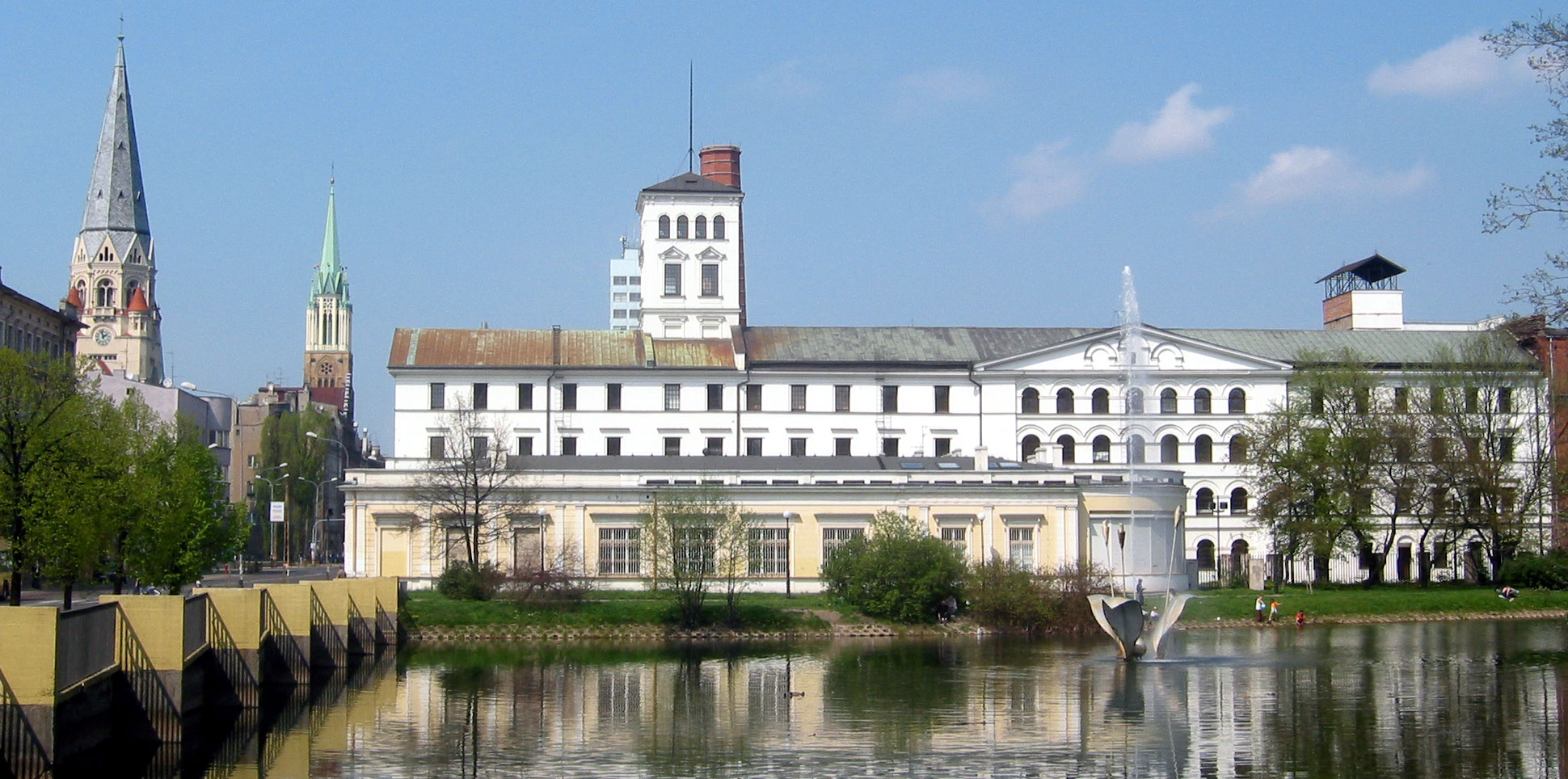
Die weiße Fabrik heute

Geyer, der vorsichtiger investiert und auch auf die zukunftsträchtigere Baumwolle gesetzt hatte, überstand die Kämpfe vergleichsweise gut. Sein Anlagevermögen betrug 1835 schätzungsweise 266.775 polnische Gulden und 600 Weber arbeiteten für ihn. 1836 errichtete er ein Fabrikgebäude, die Weiße Fabrik und stellt in ihr bis 1838 mechanische Webstühle aus Belgien auf. Trotz der durch seine Investitionen stark angespannten Lage erwarb Geyer diverse Grundstücke und sein Grundbesitz betrug 1846 etwa 84 Morgen und 591 Quadratruthen. 1843 nahm Traugott Grohmann seine Fabrik in Betrieb und begann als weiterer Industrieller mit dem Aufbau seines Unternehmens.
Im September 1848 erhielten erstmals Juden das Recht, sich in den Fabriksiedlungen anzusiedeln, allerdings ließ der Jude David Lande dem Verbot zum Trotz bereits 1845 dort eine Fabrik errichten, die er 1847 in Betrieb nahm.
Am 1. September 1845 wurde eine deutsch-russische Realschule eingerichtet. Die Schule war vierklassig und zweisprachig; Russisch und Deutsch. Sechs Jahre später wurde diese Schule in eine Kreisschule umgewandelt.
1854 nahm Carl Scheibler die erste Maschinenfabrik in Betrieb, gab sie aber nach zwei Jahren wieder auf. 1854 nahm dafür Otto Goldammer seine Maschinenfabrik und Eisengießerei in Betrieb, welche länger Bestand haben sollte.
1855 wurde von Carl Scheibler eine große moderne Spinnerei in Betrieb genommen.
Die Bedeutung Geyers lässt sich leicht daran erkennen, dass er die Erlaubnis hatte, das Staatswappen auf seinen Produkten zu führen, er Ehrenrat der Stadt wurde und 1860 bis 1864 ein eigenes Notgeld herausgab, welches in Łódź allgemein anerkannt war. 1861 stockte die für die Stadt wichtige Einfuhr von Baumwolle auf Grund einer schlechten Ernte in den Vereinigten Staaten. Die Handweber gaben den neuen Fabriken mit ihren Maschinen die Schuld und so kam es zu einem, wenn auch kleinen, Weberaufstand am 20. April 1861. Dabei beschädigten mehrere hundert Weber die Fabriken von Abraham Prussak und Scheibler, ohne allerdings schwere wirtschaftliche Schäden zu verursachen.

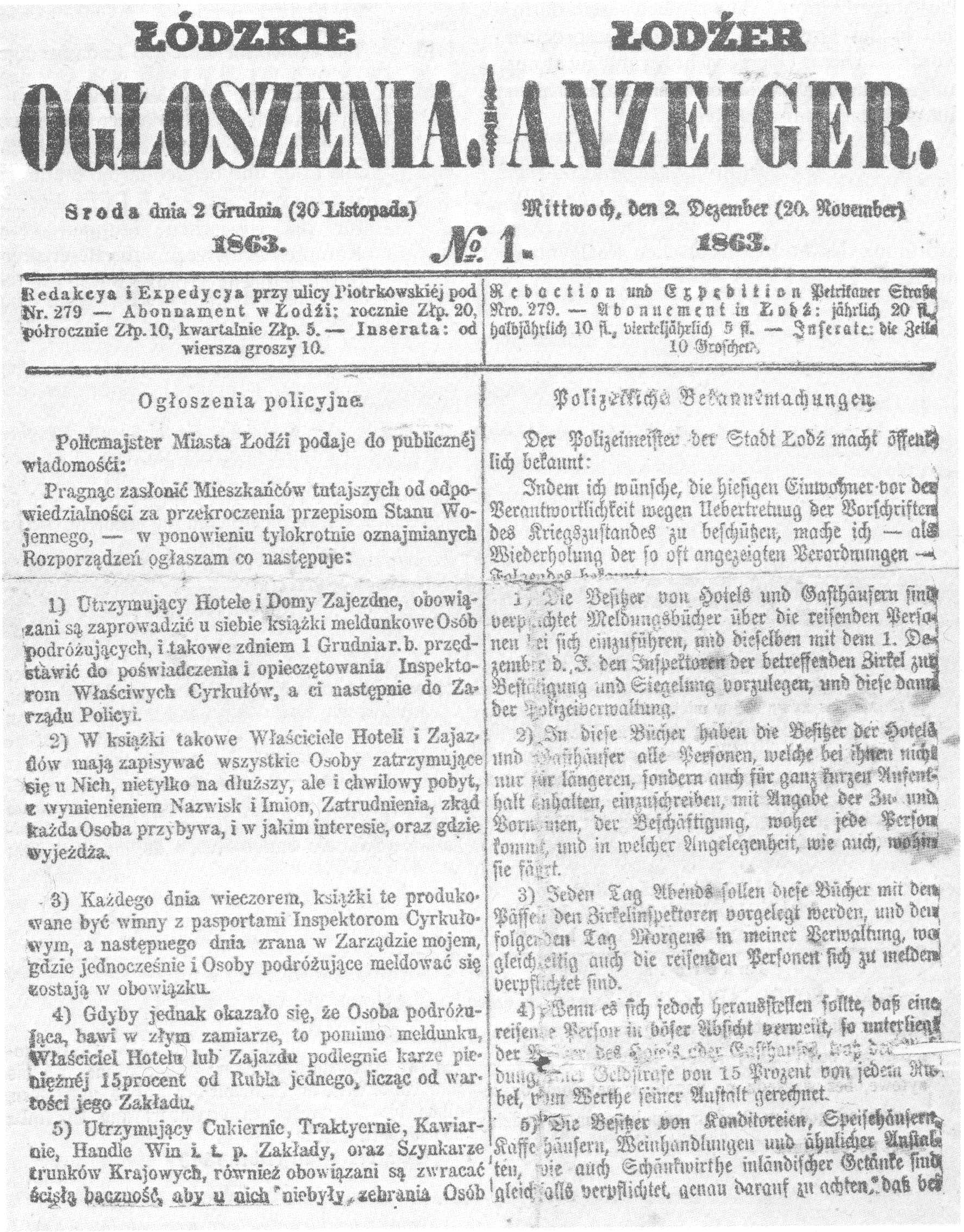
Łódźer Anzeiger von 1863

1863 wurde der Lodzer Anzeiger, später die Lodzer Zeitung zum ersten Mal herausgegeben. Die Zeitung erschien bis 1881 in polnischer und deutscher Sprache, anschließend nur noch in Deutsch.
Geyer hatte sich bei seinen wirtschaftlichen Aktivitäten übernommen und musste 1864 seine Zahlungsunfähigkeit erklären.
1865 wurde in der Stadt eine Aufstellung der Fabriken und Handwerkstätten der Stadt vorgenommen. Dabei wurden 635 Betriebe festgestellt, davon 510 in deutschem Besitz, nur 23 wurden von Polen betrieben, mit großem Abstand waren dabei die baumwollverarbeitenden Betriebe führend . Aus demselben Jahr stammt ebenfalls der erste Hinweis auf eine Seidenwarenfabrik, deren Besitzer Eduard Hauser und Matthias Wimark waren.

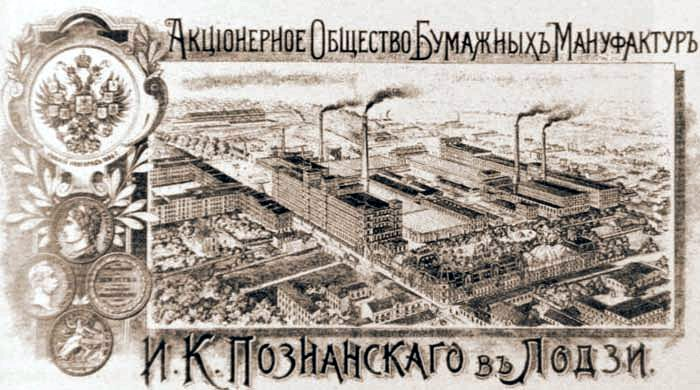
Werbebild mit der Fabrik von Poznański

1865 wurde die Fabrikbahnstation Łódź-Koluszki für die Lodzer Fabrikbahn, eine Stichbahn eröffnet. Damit erhält die Stadt Anschluss an die Bahnstrecke Warschau–Wien und Sankt Petersburg. Bei der feierlichen Einweihung der Strecke am 10. November war der Generalgouverneur von Berg anwesend und vermutlich wurde an ihn die Bitte herangetragen, ein Gymnasium zu errichten. Bereits am 17. Januar des folgenden Jahres genehmigte er ein entsprechendes Statut und dadurch wurde die Kreisschule auf sieben Klassen erweitert und damit das erste Gymnasium in Łódź. Direktor wurde Karl Ernst von Berg, welcher nicht mit dem Generalgouverneur verwandt war. Im ersten Schuljahr besuchten 279 Schüler die neue Bildungseinrichtung. 1868 war der russische Unterrichtsminister Graf Tolstoi in der Stadt. Das Gymnasium schien ihm, im Rahmen der zunehmenden Russifizierung, nicht zu gefallen und so wurde es per Verordnung am 14. Januar des folgenden Jahres aufgelöst.
Drei Jahre später  erhielt W. K. Holm & Co. aus London die Genehmigung zum Betrieb eines Gaswerkes, Lodzer Gas Gesellschaft. Die Aufstellung der Gaslaternen verlief allerdings schleppend. 1871 waren es 219. Israel Poznański errichtete 1872 in der Ogrodowa (Gartenstraße) seine Fabrik, die außerhalb der Fabrikstadt lag, möglicherweise weil dort bereits Platzmangel herrschte, vielleicht aber auch, weil die dort vorherrschende deutsche Bevölkerung ihn schreckte.
1872 wurde die Lodzer Handelsbank gegründet. Ein Jahr später folgte die Lodzer Städtische Kreditanstalt für Immobilienfinanzierungen. Deren Leiter war der frühere Stadtpräsident  Andrzej Rosicki. 1876 beginnt die erste Freiwillige Feuerwehr ihre Arbeit. 1877 errichtete die französische Finanzgruppe Roubaix die Woll- und Kammgarnspinnerei Allert Rousseau & Co (die „Franzosenfabrik“) mit einem Unternehmensgelände von 323.874 m² und etwa 400 Mitarbeitern.
1878 wurde die Fabrik Leonhardt, Woelker & Girbardt im Dorf Dąbrowa (heute beim Park Hibnera im Stadtteil Górna zu finden) gegründet. Sie produzierte hauptsächlich Tuche und Stoffe. Im selben Jahr wurde die Fabrik von David Lande in der Katnastraße versteigert und Scheibler erhielt den Zuschlag und erweiterte sie. Lande hatte Konkurs anmelden müssen. Der Produktionswert aller Fabriken der Stadt betrug 1878 über 30 Millionen Rubel. Emilie Remus eröffnete 1878 ihre Koedukationsschule für deutsche Kinder, welche später das Rothertsche Mädchengymnasium unter Leitung ihrer Nichte Angelica Rothert wurde.
1880 wurde der Grundstein für die evangelische St. Johannis-Kirche gelegt. 1882 begann der Bau der ersten Lodzer Synagoge. Die russisch-orthodoxe Aleksander-Newski-Kathedrale wurde 1884 eingeweiht. 1892 kam es auf Grund von sozialen Missständen zu einem Generalstreik der Arbeiter, bei dem es durch Einsatz von russischem Militär zu Toten kam. Am 23. Juni kam es sogar zu Straßenkämpfen zwischen dem Militär und den Arbeitern, bei denen mindestens 164 Arbeiter getötet wurden. Im selben Jahr wurde auch ein neuer jüdischer Friedhof eröffnet. Der heute größte jüdische Friedhof Europas wurde auf einer von Izrael Poznański gestifteten Fläche angelegt.
Als Reaktion auf die Proteste der Arbeiter schlossen sich die Fabrikanten zu Verbänden zusammen. Zuerst entstand 1906 der Verband der Seiden- und Gummibandwebereien, später folgte mit dem Verband der Lodzer Fabrikanten der Baumwollindustrie der wohl stärkste.
1897 lebten 314.000 Menschen in Łódź, der Anteil der Deutschen betrug nur noch etwa 40 %. Im Jahr darauf fuhr erstmals eine elektrische Straßenbahn durch die Stadt.
1899 wurde das erste Kino auf polnischem Boden, das Iluzjon eröffnet. 1902 erschien erstmals die Neue Lodzer Zeitung.
Am 17. Januar 1901 wurde der Betrieb der Straßenbahn von Łódź nach Pabianice aufgenommen. Zwei Tage später folgte der Straßenbahnbetrieb nach Zgierz. Am 28. September 1901 wurde das Teatr Wielki (Großes Theater) in der ul. Konstantynów mit Platz für 1250 Gäste eingeweiht. Kaum 19 Jahre später, am 20. Oktober 1920, brannte das inzwischen als Kino genutzte Gebäude ab.
Am 14. Januar 1902 nahm die erste öffentliche zwischenstädtische Telefonverbindung ihren Betrieb auf. Die Verbindung nach Warschau war die erste Verbindung zwischen zwei Städten in Kongresspolen.
1904 gab es 546 Fabriken in Łódź, die 70.000 Arbeiter beschäftigten, die meisten von ihnen in der Textilindustrie. Durch den Russisch-Japanischen Krieg (1904–1905) verschlechterte sich die wirtschaftliche Situation in Russland und damit im wichtigsten Absatzmarkt Łódźs. Als es im Sommer 1904 in den kongresspolnischen Gebieten Missernten gab kam es zu sozialen Unruhen und der Forderung der Polen nach mehr Autonomie. Im Oktober 1904 kam es dann zu einer Demonstration in der Stadt. Trotz Zugeständnissen des Zaren rissen die Unruhen nicht ab, wobei Łódź zu einem Zentrum der Unruhen wurde. Im Juni 1905 kam es zu einem Aufstand der Arbeiter in Łódź. Die blutigste Woche, 18.–25. Juni, brachte 200 Tote. Die, unvollständige, Polizeistatistik zählte dabei 79 Juden, 55 Polen und 17 Deutsche. Am 24. Juni 1905 wurde über die Stadt das Kriegsrecht verhängt. Im Oktober desselben Jahres wurde von der Petersburger Regierung die Genehmigung zur ungehinderten Verwendung der Muttersprache erlassen. Die staatlichen Schulen blieben weiter russisch, die einzelnen Gruppen gründeten aber ihre eigenen Privatschulen. 
1905 wurde durch das 1898 in eine Aktiengesellschaft umgewandelte Unternehmen Leonhardt, Woelker & Girbardt der Park Hibnera für die Aktionäre angelegt. Im März 1906 erfolgte eine Zählung der Schulen, es gab 101 Volksschulen, davon 47 polnische, 31 deutsche, 18 jüdische, 2 russische, 3 mariawitische. Ebenfalls 1906 wurde das Lodzer Deutsche Gymnasium gegründet. Am 8. März 1907 wurde der Deutsche Verein zur Förderung von Schul- und Allgemeinbildung gegründet. Zwei Jahre später wurde mit dem Bau der evangelischen St.-Matthäi-Kirche begonnen.
1910 war die Anzahl der Fabriken auf 745 und die Zahl der Arbeiter auf 90.000 gestiegen. Die deutsche Bibliothek, welche vom Schul- und Bildungsverein am 9. Februar 1910 gegründet worden war, besaß am 1. Mai des Jahres bereits 2535 Bücher im Wert von 2993,44 Rubel. Im Januar 1911 wurde die Straßenbahnlinie nach Konstantynów Łódzki in Betrieb genommen. Im Juni desselben Jahres fand der erste Ärztekongress auf dem Gebiet Polens statt, 146 der 300 Ärzte kamen aus Łódź.
1913 waren in Łódź 44 Autos angemeldet.

## Łódź im Ersten Weltkrieg (1914–1918)

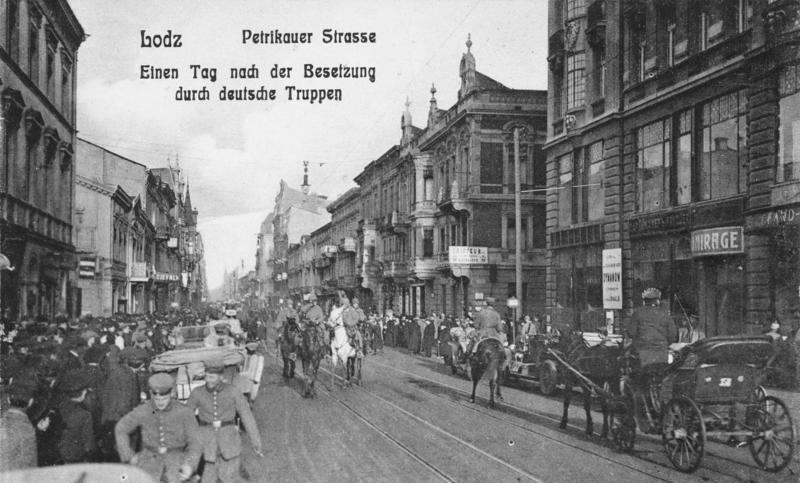
Einen Tag nach der Besetzung durch deutsche Truppen, 1914

Der Ausbruch des Ersten Weltkrieges 1914 führte zum wirtschaftlichen Stillstand der Stadt. Zum einen war der enorm wichtige Handel mit dem russischen Hinterland faktisch zum Erliegen gekommen und zum anderen kam es zu Kriegshandlungen in der Nähe der Stadt. Am 20. August 1914 war ein Vortrupp der Deutschen in die Stadt vorgerückt, wurde aber von den Russen wieder zurückgedrängt. Am 8. Oktober 1914 konnten die Deutschen die Stadt besetzen und bis zum 29. Oktober halten. Nach der Schlacht um Łódź wurde die Stadt am 6. Dezember 1914 von den Deutschen bis zum Ende des Krieges besetzt. Für die Industrie hatte dies fatale Folgen. Neben der Beschlagnahmung der produzierten Waren wurden auch Maschinenteile, vornehmlich die aus Kupfer und Messing, von den deutschen Besatzern demontiert und nach Deutschland verbracht. Die Lodzer Zeitung wurde in Deutsche Lodzer Zeitung umbenannt und im Auftrag der deutschen Militärverwaltung herausgegeben. 1915 wurde die Deutsche Staatsdruckerei mit neuen Druckmaschinen in der Petrikauer Str. 87 eingerichtet. Am 18. Juni 1916 wurde die Straßenbahnverbindung nach Tuszyn aufgenommen. Die erste öffentliche Bibliothek der Stadt öffnete am 11. Oktober 1917 in der Piotrkowska-Straße 150.

## Zeit der Zweiten Polnischen Republik (1918–1939)
Nach Ende des Weltkrieges 1918, Łódź war jetzt Teil des wiederhergestellten Polen, begann der Aufbau der Industrie. Das Wegbrechen des russischen Absatzmarktes und die durch den Krieg verloren gegangenen Finanzmittel waren die größten Hürden, die die Stadt überwinden musste. Einer der ersten großen Auftraggeber war die polnische Armee, weitere Absatzmärkte waren die an Polen gefallenen Gebiete wie Pommerellen, Oberschlesien und die Gebiete um Posen. Erste Exportländer waren Österreich, Ungarn und Rumänien zu welchen über die Messe in Posen Kontakt gefunden wurde, später wurden die Waren bis nach Afrika und Asien vertrieben.
Von 1924 bis 1939 war Łódź der Sitz des Deutschen Volksverbands in Polen, einer der bedeutendsten Organisation der deutschen Minderheit in der Zwischenkriegszeit. Im Jahr 1928 wurde die Feuerwehr Łódźs in Turin Sieger im Leistungswettbewerb der Freiwillige Feuerwehren der ganzen Welt. Am 15. Februar 1931 fand die erste Ausstellung moderner Kunst statt. Sie bestand aus 111 Exponaten und war der Grundstein für das Kunstmuseum. 1938 wurde ein Zoo eröffnet, damals mit einer Fläche von 8,9 ha.
1939 war Łódź nach Warschau das zweitgrößte Zentrum jüdischen Lebens in Polen, 34,7 Prozent der Einwohner waren jüdischen Glaubens, mehr als die Hälfte von ihnen arbeiteten in der Industrie. Die Gemeinde war von der Arbeiterschaft geprägt. Es gab zahlreiche jüdische Parteien mit Vertretern in der Stadtverwaltung, jüdische Presseorgane, Bildungseinrichtungen, Theater und Sportvereine, zudem Hospitäler und Waisenhäuser. Auch die Industrie bestand bis zum Krieg zum großen Teil aus jüdischen Unternehmen, zum Beispiel waren dies 1931 in der Textilindustrie 40 Prozent der Unternehmer und 69 Prozent aller angemeldeten Gewerbetreibenden.

## Łódź unter deutscher Besatzung (1939–1945)

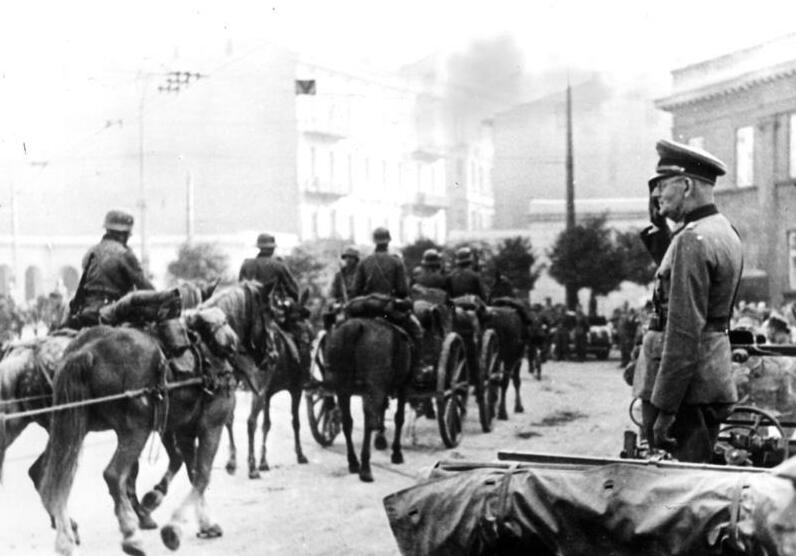
Einzug deutscher Truppen in Łódź 1939

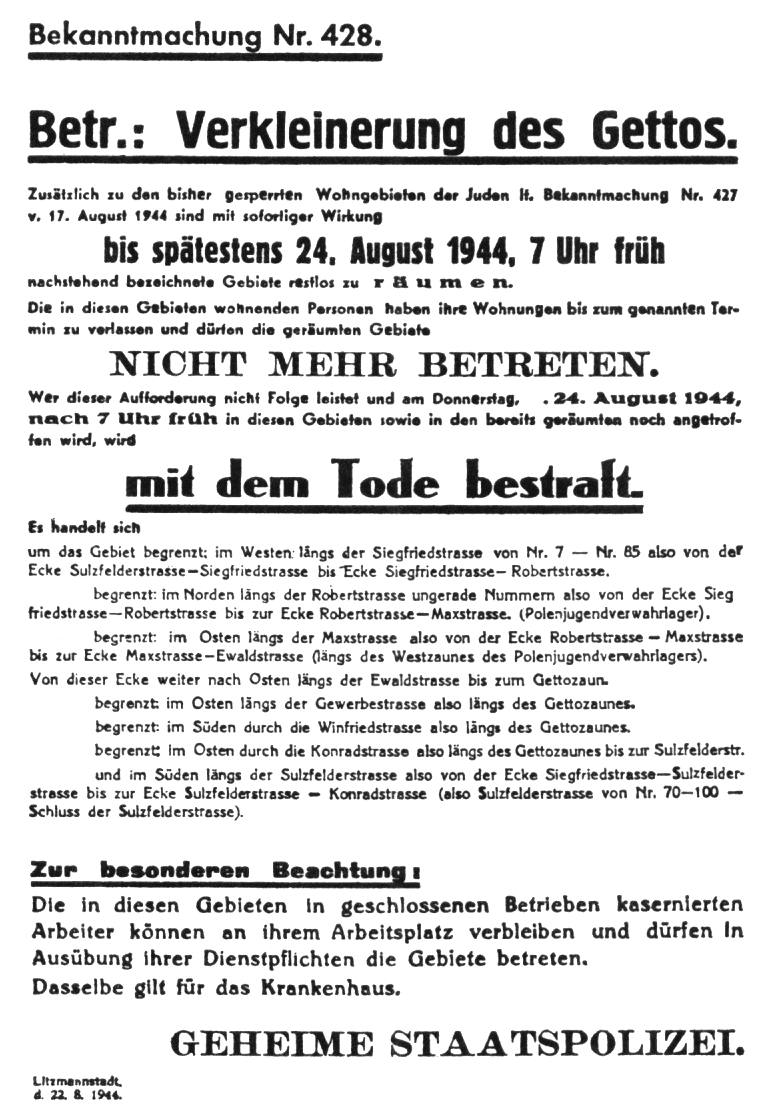
Bekanntmachung zur Verkleinerung des Ghettos

Der Beginn des Zweiten Weltkrieges traf die Lodzer Industrie auf dem wirtschaftlichen Höhepunkt der Zwischenkriegszeit. Am 2. September 1939 wurden im Rahmen des deutschen Überfalls auf Polen die ersten Bomben auf die Stadt abgeworfen; Ziel waren die Bahnhöfe Kaliska und Lublinek. Es folgten weitere Bombardements, am 8. September traf die erste deutsche Vorhut in Łódź ein und es kam zu Verhandlungen zur Übergabe der Stadt. Am nächsten Tag marschierte die Wehrmacht ein und besetzte die Stadt.
Die Bankkonten der jüdischen Unternehmen wurden am 18. September gesperrt und Juden verboten mehr als 2.000 Złoty Bargeld zu besitzen. Vier Tage später wurde in der Straße Univerwystecki 18 ein Sondergerichtshof eingerichtet. Die Fabrikanten der Stadt konnten die Nationalsozialisten von der Bedeutung der Industrie für das Deutsche Reich überzeugen und so wurde die Stadt doch ab Oktober dem neu geschaffenen Reichsgau Posen eingegliedert (was zunächst nicht geplant gewesen war) und der Industriestandort blieb erhalten. Am 11. November 1939 kam es zur ersten öffentlichen Hinrichtung von drei Männern. Am selben Tag, bis zum 15. November, begann die Zerstörung der Synagogen. Am 22. Dezember wurden alle polnischen und jüdischen Schulen geschlossen. Am 8. Februar 1940 ließ der Polizeipräsident Johannes Schäfer das Ghetto Lodz errichten. Nur 800 von ursprünglich 250.000 Łódźer Juden überlebten. 1940 kam es zu 692 Krankenmorden im Rahmen der deutschen Euthanasie-Politik an Patienten der Anstalt Kochanowka. Auch für die deutschen Industriellen war die Stadt nicht sicher. So wurde der Präsident der Łódźer Industrie- und Handelskammer Robert Geyer, ein Nachkomme des deutschen Unternehmensgründers Louis Geyer am 11. Dezember 1939 in seiner Villa von SS-Angehörigen erschossen. Der Regierungspräsident verlegte seinen Sitz zum 1. April 1940 von Kalisch nach Lodsch. Zum gleichen Zeitpunkt traten umfangreiche Eingemeindungen in Kraft. Die Stadt Ruda Pabianicka (51° 42′ 5,7″ N, 19° 26′ 15″ O) (1939: Erzhausen) und die umliegenden Landgemeinden Brus (1939: Bruss), Chojny (1939: Effingshausen) und Radogoszcz (1939: Radegast), die bereits seit dem 1. Januar 1940 vorläufig unter die Verwaltung des Oberbürgermeisters in Lodsch gestellt waren, wurden nunmehr auch formell in die Stadt eingegliedert. Damit wurde das Stadtgebiet von 5.875 Hektar auf 22.660 Hektar vergrößert. Die Stadt selbst bildete einen deutschen Stadtkreis im Regierungsbezirk Kalisch und führte die Bezeichnung Lodsch.
Am 17. Januar 1940 erhielten sämtliche Straßen der Stadt neue deutsche Namen, am 11. April 1940 wurde dann die Stadt zu Ehren des deutschen Generals und NSDAP-Politikers Karl Litzmann (1850–1936), dessen 3. Garde-Infanterie-Division in der Kesselschlacht bei Łódź im ersten Winter des Ersten Weltkriegs siegreich gekämpft hatte, in Litzmannstadt umbenannt.
Zum 15. Februar 1941 änderte sich auch die Bezeichnung des Regierungsbezirkes Kalisch in Litzmannstadt.

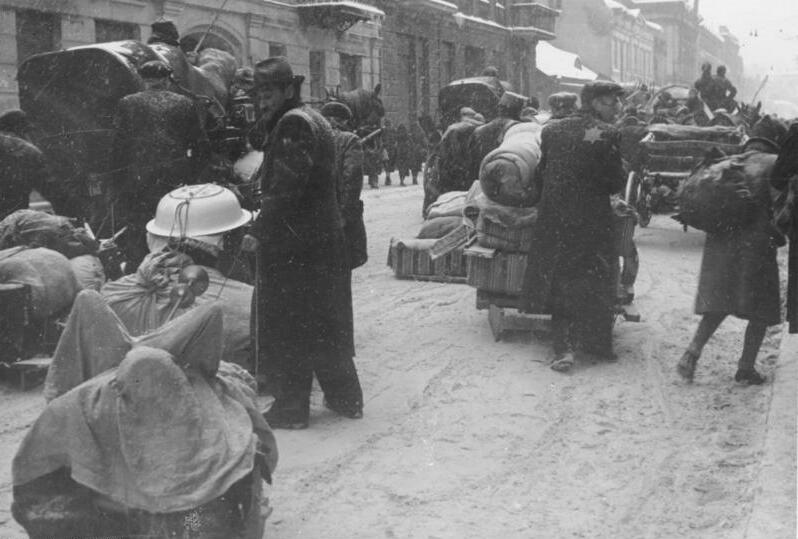
Deportation von Juden aus Łódź in das Ghetto Litzmannstadt (März 1940, deutsches Propagandabild)

Von den 2600 Unternehmen welche noch 1939 in der Stadt produzierten, waren durch Konzentrationsprozesse im Frühjahr 1941 nur noch 314 übrig geblieben.
Um von auswärtigen Rohstofflieferungen unabhängiger zu werden, wurde die Zellgarn Aktiengesellschaft Litzmannstadt gegründet, deren Anteile von den Unternehmen der Stadt erworben werden mussten. Das Werk wurde das größte seiner Art Mitteleuropas und produzierte zum Kriegsende etwa 70 t Zellwolle pro Tag. Im August 1944 wurde das Ghetto „liquidiert“.
In Radogoszcz wurde am 1. Dezember 1942 von der SS das Jugendverwahrlager Litzmannstadt eingerichtet, in dem polnische Jugendliche interniert wurden. Dazu wurde ein Teil des Ghettos geräumt und abgerissen. Es wird in der Literatur auch als Kinder- oder Jugendlichen-KZ oder Klein-Auschwitz benannt. Mindestens 500 der Kinder und Jugendlichen wurden ermordet. Dieses Lager bestand bis zum Januar 1945. Etwa 800 bis 900 Personen erlebten ihre Befreiung.
Die letzte Ausgabe der Litzmannstädter Zeitung erschien am 17. Januar 1945 und enthielt keinerlei Hinweise auf eine Evakuierung der Zivilbevölkerung. Dabei hatte bereits am 16. Januar 1945, etwa um 19 Uhr das Fliegerbombardement der Roten Armee auf Litzmannstadt begonnen. Am 19. Januar trafen die ersten sowjetischen Soldaten in der Stadt ein.

## Nachkriegszeit und Teil der Volksrepublik Polen
Nach der Zerstörung Warschaus wurde die Stadt, jetzt wieder in Łódź umbenannt, aufgrund ihrer vergleichsweise intakten Wirtschaftsstruktur zu einer der wichtigsten Städte im Polen der Nachkriegszeit. Allerdings blieb das Wirtschaftswachstum im Vergleich zu anderen Teilen Polens eher gering. Am 24. Mai 1945 wurde das Dekret zur Einrichtung der Polytechnischen Hochschule und der Universität Łódź erlassen.
In den Fabriken der Stadt wurden 1945 und 1946 heftige Arbeitskämpfe und Streiks gegen das Management, den als Gegner der Arbeiterschaft wahrgenommenen Staat und die Kommunisten geführt. Die Arbeiter, die bereit waren, das neue Polen mit aufzubauen, sahen sich durch gestiegene Preise und verschärfte Arbeitsnormen verraten. Die NS-Herrschaft überlebt habende jüdische Polen waren in Management und Partei überproportional vertreten. Dies trug dazu bei, dass die Stadt damals one of the strongest corners of antisemitism war und viele Juden auswanderten.
Nach dem Krieg sammelten sich die polnischen Filmemacher in Łódź, die entweder aus dem Untergrundkampf oder dem Exil kamen, und drehten in Łódź die ersten Nachkriegsfilme. 1948 wurde die Filmhochschule Łódź gegründet, die durch Absolventen wie Roman Polański und Andrzej Wajda weltberühmt wurde.
Die polnische Geheimpolizei Urząd Bezpieczeństwa Publicznego (UBP) nahm das Gefängnis in der Gdańska 13 in Besitz und inhaftierte dort Frauen der antikommunistischen Bewegungen. 1954 wurde das Gefängnis in der Gdańska-Str. 13 geschlossen und vier Jahre später wurde beschlossen, ein Revolutionsmuseum dort zu errichten, welches 1960 öffnete. Im selben Jahr öffnete auch das Museum der Textilgeschichte, später in Zentrales Textilmuseum umbenannt.
1972 wurde das große Einkaufszentrum Central unweit der Piotrkowska eröffnet. 1974 besang Vicky Leandros mit ihrem Lied Theo, wir fahr’n nach Lodz die Stadt und landete damit in Deutschland einen Nummer-eins-Hit. In Polen blieb das Lied weitgehend unbekannt. Ein Jahr später kam es in Polen zu einer Reform der Verwaltungsstrukturen und der Schaffung von 49 Woiwodschaften. Dabei blieb Łódź zwar weiterhin Sitz einer Woiwodschaft, allerdings wurde die Woiwodschaft auf 1.500 km², also weniger als ein Zehntel der bisherigen Fläche, verkleinert. Die restlichen Teile der ehemaligen großen Woiwodschaft wurden in die Woiwodschaften Kalisz, Konin, Piotrków, Płock, Sieradz und Skierniewice aufgeteilt.
1982 öffnete das Museum für Sport und Touristik als eine Zweigstelle des historischen Museums der Stadt. 1986 öffnete das  Museum für Kinematografie. Auf dem Flughafen Łódź-Lublinek hielt Papst Johannes Paul II. während seiner dritten Reise nach Polen am 13. Juni 1987 eine Messe ab. Anlässlich des 90. Jahrestages des Aufenthaltes von Józef Piłsudski in der Stadt wurde 1990 das bisherige Revolutionsmuseum in das Museum des Unabhängigkeitskampfes umfunktioniert.
Eine neue Verwaltungsreform brachte eine Verkleinerung der Anzahl der Woiwodschaften auf 16 und damit eine Vergrößerung des Gebietes der Woiwodschaft Łódź auf 18.219 km².

## In der Dritten Republik

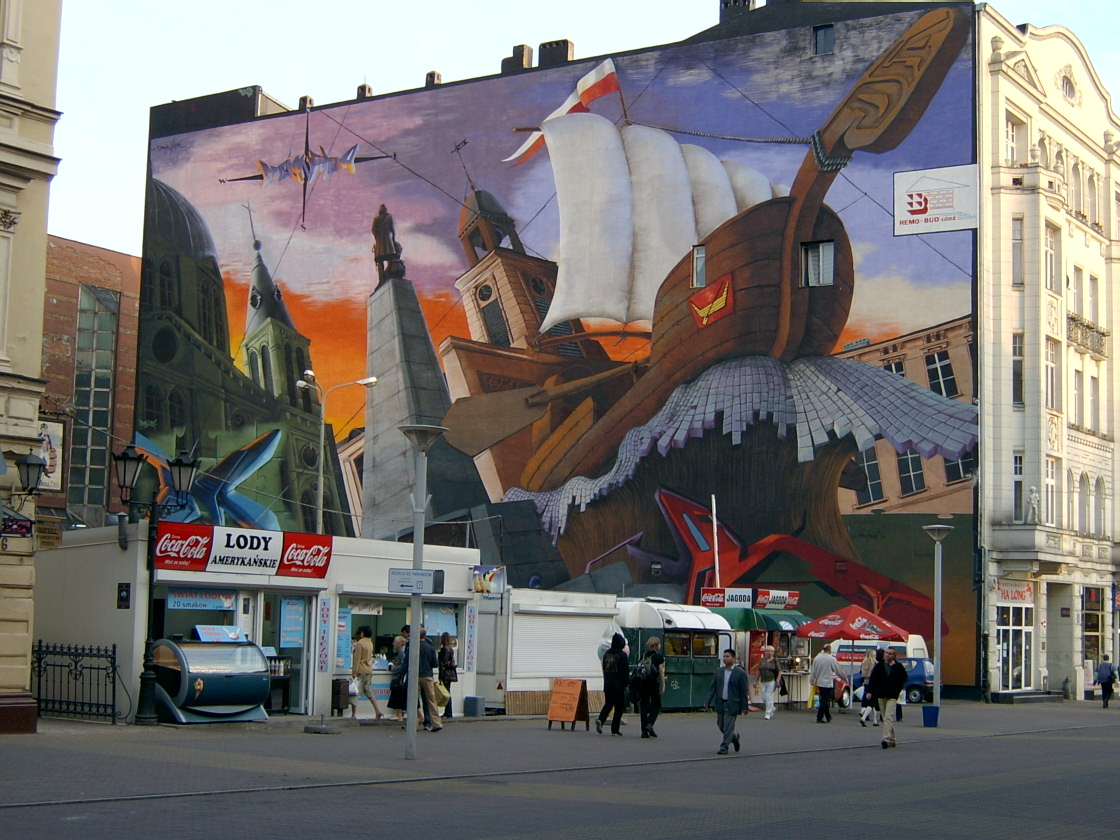
Wandmalerei auf Piotrkowska

2002 erschütterte ein Korruptionsskandal in der Stadt ganz Polen. Im Łowcy skór (deutsch Hautjäger) genannten Skandal verkauften Mediziner regelrecht Tote an Bestattungsunternehmen für 1200 bis 1800 Złoty, das Doppelte des Monatsgehalts einer Krankenschwester. Um die Gelder einzustreichen, wurden teilweise Menschen ermordet und der Notdienst soll teilweise bewusst langsam reagiert haben, um die Wahrscheinlichkeit zu erhöhen, dass Menschen ihren Verletzungen erlägen.
Łódź hat in der Nachkriegszeit viel von seinem einstigen Ruhm verloren. Es herrscht eine große Arbeitslosigkeit und manche der einstigen Prachtbauten zerfallen von innen wie von außen. In den letzten Jahren hat die Stadt einen Imagewandel durchgemacht: Fabrikgebäude sind zu Großraumdiskotheken umfunktioniert worden und jährlich findet die „Parada Wolności“ (vergleichbar der „Love Parade“) auf dem längsten Boulevard Europas statt, der Piotrkowska. Auf ebendiesem soll es laut offiziellen Angaben auch die höchste Dichte an Bars und Klubs in Europa geben, welche sich oft in kleinen Hinterhöfen versteckt halten.
Ebenso versuchen die Stadtverwaltung wie auch viele kleine Organisationen, das Flair der einst multikulturellen Stadt wieder aufleben zu lassen. Um an das einst friedliche Zusammenleben von Juden, Russen, Polen und Deutschen zu erinnern, findet jedes Jahr das Festival der vier Kulturen statt.

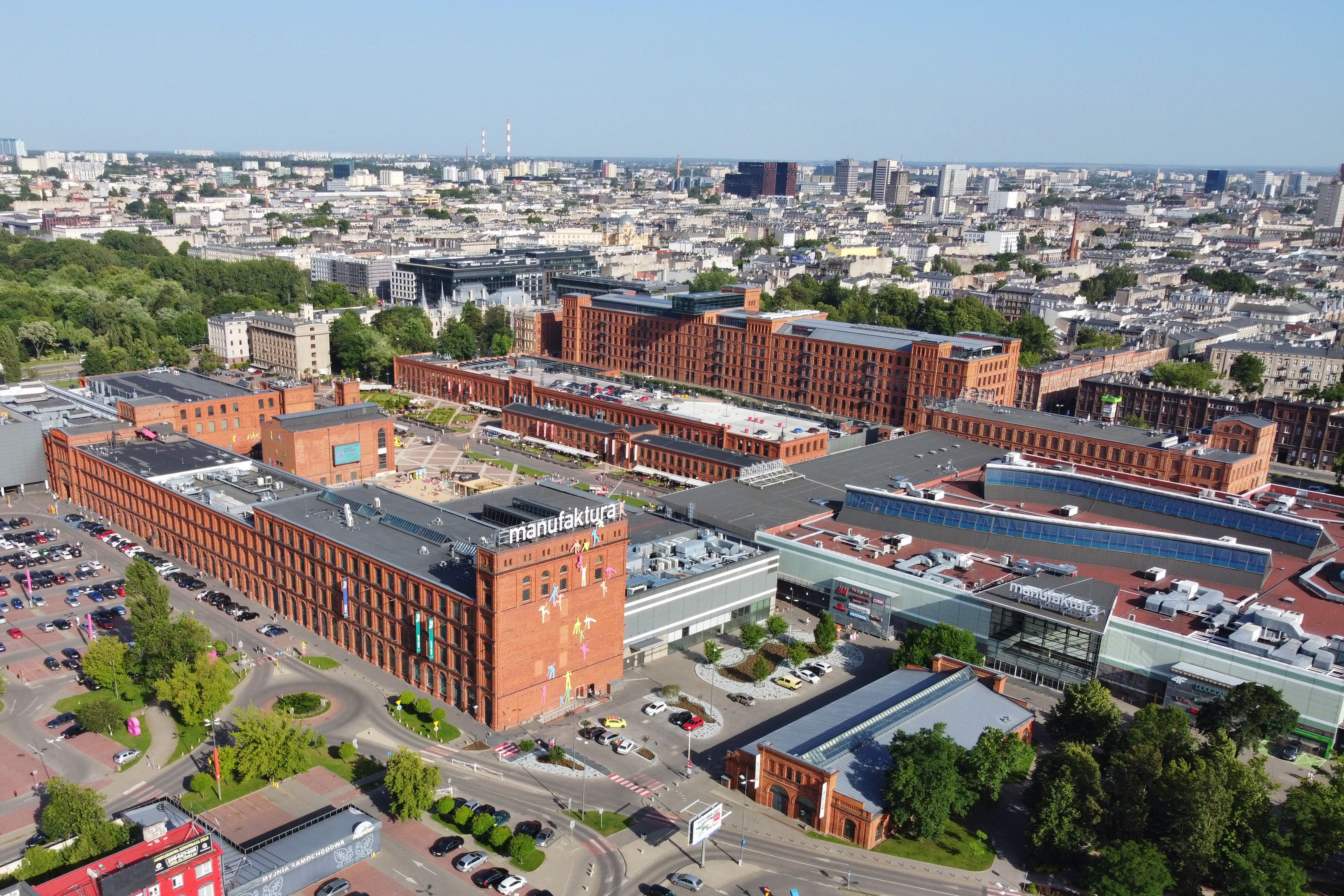
Manufaktura

Die Poznański-Textilfabrik wurde zu Manufaktura, dem größten Einkaufs- und Erlebniszentrum Polens umgebaut. Die alten Fabrikhallen wurden aufwendig saniert und um einen neuen Gebäudetrakt erweitert, in dem sich nun ein großes Einkaufszentrum befindet. In den alten Teilen befinden sich unter anderen ein Großraumkino, ein Museum, Diskothek, Fitness-Club, Kletterhalle und ein sehr großes Aufgebot an Gastronomie, Bars, Restaurants und Cafés. Auf dem großen Platz, welcher durch die Gebäude eingefasst wird, finden je nach Jahreszeit diverse Aktivitäten statt. Die letzte Bauphase findet zurzeit statt, es wird ein Hotel gebaut.

## Bevölkerung

### Bevölkerungsentwicklung
1897 waren 46 Prozent der Bevölkerung Polen, 21,4 Prozent Deutsche und 2,4 Prozent Russen.
Um 1900 waren etwa 32 Prozent der Einwohner Juden.
1470–1499 – 44 Familien
1529 – 68 Familien
1559 – 93 Familien
1589 – 102 Familien
1619 – 162 Familien
1679 – 136 Familien
1709 – 117 Familien
1739 – 97 Familien
| Jahr          | 1790    | 1799    | 1806    | 1831    | 1840      | 1844    | 1850    | 1865    | 1872    | 1880    | 1894    |
| Einwohnerzahl | 190     | 369     | 767     | 4.717   | 20.150    | 14.028  | 15.764  | 40.000  | 50.000  | 77.600  | 168.513 |
| Jahr          | 1905    | 1918    | 1925    | 1939    | Jan. 1945 | 1946    | 1950    | 1960    | 1970    | 1990    | 2000    |
| Einwohnerzahl | 343.944 | 341.829 | 507.977 | 672.000 | 300.000   | 496.900 | 620.200 | 709.700 | 761.800 | 850.000 | 793.200 |

### Nationalitäten
Die Bevölkerungszusammensetzung der Stadt Łódź hat sich, seitdem in der ersten Hälfte des 19. Jahrhunderts die systematische Anwerbung von deutschen Handwerkern begann, mehrfach tiefgreifend gewandelt. Die untenstehende Tabelle soll einen Eindruck dieser Bevölkerungsverschiebungen vermitteln. Im Wesentlichen handelt es sich um eine Zusammenstellung von Forschungsergebnissen dreier Autoren, wobei bewusst ein Vergleich der Zahlen von Kossmann, einem der bekanntesten deutschen Autoren zur Geschichte der Stadt Łódź, mit gegenwärtigen polnischen Historikern ermöglicht werden soll. Einzelne aus anderen Quellen verfügbare Zahlen wurden zusätzlich eingefügt. Manche Abweichungen in den Zahlen lassen sich damit erklären, dass die Angaben sich entweder nur auf die ständige Bevölkerung der Stadt oder auch auf die nichtständige Bevölkerung beziehen, die in den meisten Quellen getrennt erfasst wurde. Leider geben die Autoren oft nicht an, welchen Teil der Bevölkerung ihre Zahlen erfassen. 
- Eugen Oskar Kossmann gibt die Bevölkerungszahl in seiner Tabelle entsprechend den Quellen meist personengenau an und die Bevölkerungsanteile jeweils in Prozent. Die absoluten Zahlen wurden für diese Tabelle errechnet.
- Wiesław Puś gibt die sowohl die absolute Zahl der Gesamtbevölkerung als auch diejenige der verschiedenen Bevölkerungsgruppen gerundet an. Die Prozentangaben wurden entsprechend errechnet. Wegen der zu unsicheren statistischen Angaben in den Quellen der entsprechenden Jahre verwirft Puś einige Zahlen Kossmanns, nur die Angaben der Jahre 1831, 1836, 1839, 1862, 1863, 1864, 1865, 1894, 1897, 1913 und 1914 hält er für hinreichend belastbar, um sie in seinen Überblick mit einzubeziehen.
- Ludwik Mroczka gibt zugleich die absoluten Zahlen wie auch die Anteile der Bevölkerungsgruppen in Prozent an, so dass seine Zahlen hier übernommen werden konnten.

| Jahr | Gesamt-bevölkerung | Polen     | Polen  | Deutsche | Deutsche | Juden     | Juden  | Russen       | Russen       | Andere       | Andere       | Bemerkungen | Quelle   |
| Jahr | Gesamt-bevölkerung | absolut   | %      | absolut  | %        | absolut   | %      | absolut      | %            | absolut      | %            | Bemerkungen | Quelle   |
| ---- | ------------------ | --------- | ------ | -------- | -------- | --------- | ------ | ------------ | ------------ | ------------ | ------------ | --- | -------- |
| 1793 | 201                | 190       | 95 %   | 0        | 0 %      | 11        | 5 %    | 0            | 0 %          | 0            | 0 %          | | Kossmann |
| 1820 | 767                | 506       | 66 %   | 0        | 0 %      | 261       | 34 %   |              |              |              |              | | Kossmann |
| 1831 | 4.717              | 802       | 17 %   | 3.491    | 74 %     | 425       | 9 %    |              |              |              |              | Die systematische Ansiedlung deutscher Handwerker begann 1823                                                                       | Kossmann |
| 1831 | 4.700              | 800       | 17 %   | 3.500    | 74 %     | 400       | 9 %    |              |              |              |              | | Puś      |
| 1836 | 5.909              | 827       | 14 %   | 4.432    | 75 %     | 650       | 11 %   |              |              |              |              | | Kossmann |
| 1836 | 5.900              | 800       | 14 %   | 4.400    | 75 %     | 700       | 12 %   |              |              |              |              | | Puś      |
| 1839 | 8.559              | 1.113     | 13 %   | 6.676    | 78 %     | 770       | 9 %    |              |              |              |              | | Kossmann |
| 1839 | 8.600              | 1.100     | 13 %   | 6.600    | 77 %     | 800       | 9 %    |              |              |              |              | | Puś      |
| 1862 | 32.400             | 6.800     | 21 %   | 20.200   | 62 %     | 5.400     | 17 %   | 3            | 0 %          | keine Angabe | keine Angabe | | Puś      |
| 1863 | 33.400             | 7.100     | 21 %   | 20.700   | 62 %     | 5.600     | 17 %   |              |              |              |              | | Puś      |
| 1864 | 33.533             | 4.359     | 13 %   | 22.132   | 66 %     | 7.042     | 21 %   |              |              |              |              | Der Januaraufstand von 1863/64 löste eine starke Abwanderung von Deutschen aus der Region aus                                       | Kossmann |
| 1864 | 33.500             | 7.100     | 21 %   | 19.800   | 59 %     | 6.500     | 19 %   |              |              |              |              | Der Januaraufstand von 1863/64 löste eine starke Abwanderung von Deutschen aus der Region aus                                       | Puś      |
| 1865 | 32.400             | 11.100    | 34 %   | 14.400   | 44 %     | 6.800     | 21 %   | 8            | 0 %          | keine Angabe | keine Angabe | Nachdem im Jahr 1864 auch in Polen die Bauernbefreiung durchgeführt worden war, setzte ein starker Zuzug von Polen in die Stadt ein | Puś      |
| 1884 | 107.000            | 35.310    | 33 %   | 40.660   | 38 %     | 31.030    | 29 %   |              |              |              |              | Seit den 1870ern wanderten neben den Polen auch verstärkt Juden, insbesondere Litwaken, zu                                          | Kossmann |
| 1894 | 168.512            | 65.720    | 39 %   | 57.294   | 34 %     | 42.128    | 25 %   |              |              |              |              | | Kossmann |
| 1894 | 160.500            | 61.700    | 38 %   | 56.700   | 35 %     | 40.800    | 25 %   |              |              |              |              | | Puś      |
| 1897 | 314.000            | 145.600   | 46 %   | 67.300   | 21 %     | 92.400    | 29 %   | 7.400        | 2,4 %        | 1.300        | 0,4 %        | | Puś      |
| 1911 | 522.518            | 261.259   | 50 %   | 94.053   | 18 %     | 167.206   | 32 %   |              |              |              |              | | Kossmann |
| 1913 | 506.100            | 251.700   | 50 %   | 75.000   | 15 %     | 171.900   | 34 %   | 6.300        | 1,3 %        | 1.200        | 0,2 %        | | Puś      |
| 1914 | 500.500            | 254.600   | 51 %   | 75.100   | 15 %     | 162.400   | 32 %   | 7.000        | 1,4 %        | 1.200        | 0,2 %        | | Puś      |
| 1921 | 451.974            | 279.846   | 62 %   | 31.670   | 7 %      | 138.851   | 31 %   | siehe andere | siehe andere | 1.607        | 0,4 %        | | Mroczka  |
| 1931 | 605.000            | > 302.500 | > 50 % | 72.600   | 12 %     | > 193.600 | > 32 % |              |              |              |              | | Kossmann |
| 1931 | 604.629            | 356.987   | 59 %   | 53.562   | 9 %      | 191.270   | 32 %   | siehe andere | siehe andere | 2.353        | 0,4 %        | | Mroczka  |
| 1939 | 680.000            | 388.000   | 57 %   | 60.000   | 9 %      | 230.000   | 34 %   | siehe andere | siehe andere | 2.000        | 0,3 %        | | Mroczka  |

## Zugehörigkeit von Łódź
- 1462–1793: Polen-Litauen (Woiwodschaft Sieradz)
- 1793–1807: Südpreußen (Kreis Zgierz)
- 1807–1815: Herzogtum Warschau (Departement Warschau)
- 1815–1837: Kongresspolen (Woiwodschaft Masowien)
- 1837–1844: Kongresspolen (Gouvernement Masowien)
- 1844–1867: Kongresspolen (Gouvernement Warschau)
- 1867–1920: Kongresspolen/Polen (Gouvernement Piotrków)
- 1920–1939: Zweite Polnische Republik (Woiwodschaft Łódź)
- 1939–1940: Deutsches Reich (Reichsgau Posen)
- 1940–1945: (als „Litzmannstadt“): Deutsches Reich (Wartheland)
- 1945–1989: Volksrepublik Polen/Polen (Woiwodschaft Łódź)
- seit 1989: Dritte Polnische Republik (Woiwodschaft Łódź)

## Eingemeindungen
1906 wurde das Stadtgebiet erstmals seit 1840 durch die Eingemeindung einiger Vororte erweitert.
Am 18. August 1915 wurden, durch die deutsche Verwaltung, die Orte Bałut (100.000 Einwohner) und Nowe Chojny (30.000 Einwohner) in die Stadt eingemeindet. Im selben Jahr folgten noch Antoniew Stokowski, Widzew, Radogoszcz, Żabieniec, Zarzew, Dąbrowę, Chojny, Rokicie. Die Fläche der Stadt vergrößerte sich damit auf 1.503 Hektar.
Der Regierungspräsident in Kalisch verlegte seinen Sitz zum 1. April 1940 nach Lodsch.
Zum gleichen Zeitpunkt traten umfangreiche Eingemeindungen in Kraft. Die Stadt Ruda Pabjanicka und die umliegenden Landgemeinden Bruss, Chojny und Radogoszcz, die bereits seit dem 1. Januar 1940 vorläufig unter die Verwaltung des Oberbürgermeisters in Lodsch gestellt waren, wurden nunmehr auch formell nach Lodsch eingegliedert.
Im Jahr 1988 wurde Nowosolna eingemeindet.

## Bürgermeister und Stadtpräsidenten
| Name                                                      | Bezeichnung des Amtes                          | von                | bis               |
| --------------------------------------------------------- | ---------------------------------------------- | ------------------ | ----------------- |
| Jan Gozdowski                                             | Bürgermeister                                  | 1774               |                   |
| Josef Auffschlag                                          | Bürgermeister                                  | 1793               |                   |
| Szymon Szczawiński                                        | Bürgermeister                                  | 1815               | 1819              |
| Antoni Czarkowski                                         | Bürgermeister                                  | 1820               | 1826              |
| Karl Tangermann (1799–1844)                               | Interimsbürgermeister                          | 1826               | 1829              |
| Karl Tangermann (1799–1844)                               | Bürgermeister                                  | 1829               | 1841              |
| Karl Tangermann (1799–1844)                               | Präsident                                      | 23. Juni 1841      | 1844              |
| Franz Traeger (* 1802)                                    | Präsident                                      | 1844               | 1862              |
| Andrzej Rosicki (* 13. Oktober 1814, † 17. Januar 1904)   | Präsident                                      | 16. Dezember 1862  | Februar 1865      |
| Edmund Pohlens (* 1830)                                   | Präsident                                      | 1865               | 1869              |
| Maurycy Taubwurcel (* 1830)                               | Präsident                                      | 1869               | 1878              |
| Władysław Pieńkowski (* 1846, † 1919)                     | Präsident                                      | 1882               | 1914              |
| Alfred Biedermann                                         | Vorsitzender des Bürgerkomitees                | August 1914        | Dezember 1914     |
| Antoni Staromirski                                        | Vorsitzender des Bürgerkomitees                | Dezember 1914      | Juni 1915         |
| Heinrich Schoppen                                         | Oberbürgermeister                              | 1915               | 1917              |
| Leopold Skulski (* 1878)                                  | Oberbürgermeister                              | 29. September 1917 | 22. Februar 1919  |
| Aleksy Rżewski (* 1885, † 1939)                           | Präsident                                      | 1919               | 1923              |
| Marian Cynarski (* 1880, † 1927)                          | Präsident                                      | 24. Juli 1923      | 14. April 1927    |
| Bronisław Ziemięcki (* 1885, † 1944)                      | Präsident                                      | November 1927      | Juli 1933         |
| Wacław Maksymilian Józef Wojewódzki (* 1879, † 1939)      | Vizepräsident mit der Funktion des Präsidenten | April 1927         | November 1927     |
| Wacław Maksymilian Józef Wojewódzki (* 1879, † 1939)      | Regierungskommissar                            | Juli 1933          | Juli 1935         |
| Wacław Głazek (* 1886)                                    | Interimspräsident                              | 18. Juli 1935      | 22. Juni 1936     |
| Mikołaj Godlewski (* 1888)                                | Interimspräsident                              | 18. Juli 1935      | 22. Juni 1936     |
| Jan Kwapiński alias Piotr Chałupka (* 1885, † 1964)       | Präsident                                      | 3. März 1939       | 4. September 1939 |
| Franz Clemens Schiffer                                    | kommissarischer Oberbürgermeister              | 1. Dezember 1939   |                   |
| Karl Marder                                               | kommissarischer Oberbürgermeister              | 7. Mai 1940        |                   |
| Werner Ventzki                                            | kommissarischer Oberbürgermeister              | 8. Mai 1941        |                   |
| Werner Ventzki                                            | Oberbürgermeister                              | 24. Oktober 1941   | 1. Juli 1943      |
| Otto Bradfisch                                            | kommissarischer Oberbürgermeister              | 1. Juli 1943       | Dezember 1944     |
| Hans Trautwein                                            | kommissarischer Oberbürgermeister              | 8. Dezember 1944   | 18. Januar 1945   |
| Kazimierz Witaszewski                                     | Präsident                                      | 25. Januar 1945    | 7. März 1945      |
| Kazimierz Mijal (* 15. September 1910, † 28. Januar 2010) | Präsident                                      | 1945               | 1947              |
| Eugeniusz Stawiński                                       | Präsident                                      | 1947               | 1949              |
| Marian Minor                                              | Präsident                                      | 1949               | 1950              |
| Marian Minor                                              | Vorsitzender des nationalen Stadtrates         | 1950               | 1952              |
| Ryszard Olasek                                            | Vorsitzender des nationalen Stadtrates         | 1952               | 1954              |
| Bolesław Geraga                                           | Vorsitzender des nationalen Stadtrates         | 1954               | 1956              |
| Edward Kaźmierczak                                        | Vorsitzender des nationalen Stadtrates         | 1956               | 1971              |
| Jerzy Lorens                                              | Vorsitzender des nationalen Stadtrates         | 1971               | 16. Dezember 1973 |
| Jerzy Lorens                                              | Präsident und Woiwode                          | 17. Dezember 1973  | 1978              |
| Józef Niewiadomski                                        | Präsident und Woiwode                          | 1978               | 1985              |
| Jarosław Pietrzyk                                         | Präsident und Woiwode                          | 1985               | 1989              |
| Waldemar Bohdanowicz                                      | Präsident und Woiwode                          | 6. November 1989   | 27. Mai 1990      |
| Grzegorz Palka (* 1950, † 12. Juli 1996)                  | Präsident                                      | 6. Juni 1990       | Juni 1994         |
| Marek Czekalski                                           | Präsident                                      | Juni 1994          | November 1998     |
| Tadeusz Matusiak (* 7. Oktober 1950)                      | Präsident                                      | November 1998      | 7. März 2001      |
| Krzysztof Panas (* 27. August 1952)                       | Präsident                                      | 7. März 2001       | 19. Juni 2002     |
| Krzysztof Jagiełło                                        | Präsident                                      | 19. Juni 2002      | 19. November 2002 |
| Jerzy Kropiwnicki (* 5. Juli 1945)                        | Präsident                                      | 19. November 2003  | 22. Januar 2010   |
| Tomasz Sadzyński (* 12. November 1976)                    | geschäftsführender Präsident                   | 2. Februar 2010    | 26. November 2010 |
| Paweł Paczkowski (* 1973)                                 | geschäftsführender Präsident                   | 1. Dezember 2010   | 13. Dezember 2010 |
| Hanna Zdanowska (* 23. März 1959)                         | Präsidentin                                    | 13. Dezember 2010  |                   |

### Kobojek, Grażyna
Grażyna Kobojek: Łódź – Kalendarium XX wieku. Łódź 2002, ISBN 83-7415-060-2.
1. ↑  S. 5
2. ↑  S. 5
3. ↑  S. 7
4. ↑  S. 17
5. ↑  S. 17
6. ↑  S. 21
7. ↑  S. 25
8. ↑  S. 27
9. ↑  S. 56
10. ↑  S. 57
11. ↑  S. 57
12. ↑  S. 58
13. ↑  S. 58
14. ↑  S. 61
15. ↑  S. 62
16. ↑  S. 65
17. ↑  S. 23